# Замара, Антонио
Антонио Замара (итал. Antonio Zamara; 3 апреля 1823, Милан — 11 ноября 1901, Хитцинг) — австрийский арфист и композитор итальянского происхождения. Отец Альфреда Замары и Терезы Замара.

## Биография
Учился в Вене у Симона Зехтера (композиция) и Эли Пэриша (арфа). В 1842—1892 гг. был первым арфистом в оркестре венского Кернтнертор-театра. В 1869-1900 гг. преподавал в Венской консерватории, написал «Школу игры на арфе» (нем. Harfenschule). Автор многочисленных салонных пьес для арфы соло и в ансамбле, особенно с флейтой или виолончелью, а также переложений оперных арий для дуэта арф.